# Xiangyangpu (sockenhuvudort i Kina, Shanxi Sheng, lat 39,61, long 112,35)
Xiangyangpu är en sockenhuvudort i Kina. Den ligger i provinsen Shanxi, i den norra delen av landet, omkring 190 kilometer norr om provinshuvudstaden Taiyuan. Antalet invånare är 12 380. Befolkningen består av 5 989 kvinnor och 6 391 män. Barn under 15 år utgör 15,0 %, vuxna 15-64 år 75 %, och äldre över 65 år 9,0 %.
Runt Xiangyangpu är det ganska tätbefolkat, med 149 invånare per kvadratkilometer. Närmaste större samhälle är Baitang, 18,0 km söder om Xiangyangpu. Trakten runt Xiangyangpu består i huvudsak av gräsmarker.
Genomsnittlig årsnederbörd är 614 millimeter. Den regnigaste månaden är juli, med i genomsnitt 179 mm nederbörd, och den torraste är december, med 3 mm nederbörd.